# 중국주걱철갑상어
중국주걱철갑상어(Chinese paddlefish, Psephurus gladius) 또는 바이쉰(중국어 간체자: 白鲟, 정체자: 白鱘, 병음: báixún), 중국황새치라고도 불리는 이 물고기는 중국의 양쯔강과 황하 유역에서 자생하는 멸종된 것으로 알려진 물고기 종이다. 성체의 평균 길이는 3 미터 (9.8 ft)이며, 민물고기의 가장 큰 종 중 하나이다. 프세푸르스(Psephurus)속의 유일한 종이며, 주걱철갑상어과에서 현존하는 두 종 중 하나였다. 다른 한 종은 미국의 아메리카주걱철갑상어(Poliodon spathula)이다. 이 종은 회귀종으로 바다에서 성체로 지내다가, 강으로 돌아와 산란한다. 가까운 친척과는 달리, 중국의 주걱철갑상어는 대부분 중소형 어류를 잡아먹는다.
중국의 주걱철갑상어 사냥은 수세기 전으로 거슬러 올라가며 1970년대의 연간 수확량은 25톤에 달했다. 1990년대 이래로, 중국의 주걱철갑상어는 국제 자연 보존 연맹(IUCN)에 절멸위급종으로 등재되어 있으며 2003년 이래로 살아있는 개체가 관찰되지 않았다. 양쯔강 어업 연구소(Yangtze River Fisheries Research Institute)의 2019년 논문에서는 2005년에서 2010년 사이에 멸종되었지만 1993년 이후 기능적으로 멸종되었다고 제안했다. IUCN 적색 목록이 업데이트된 2022년 7월에 목록에 등재되지 않았고 공식적으로 멸종되었다. 멸종의 주요 원인은 거저우바 댐과 싼샤 댐의 건설로 인한 개체수 분단과 산란 이동의 차단으로 보인다. 남획 역시 주요한 역할을 했다.

## 묘사

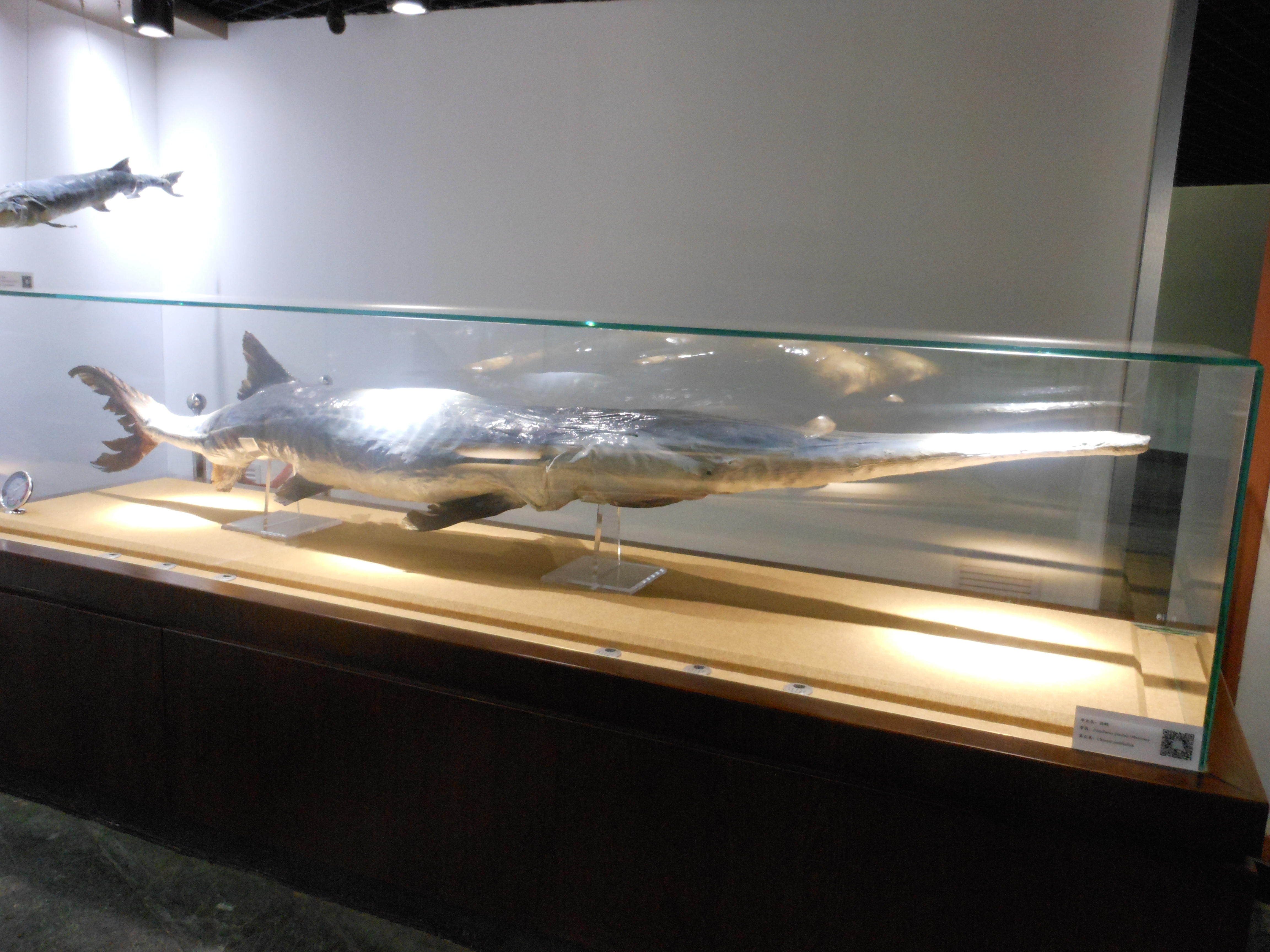

중국주걱철갑상어의 배는 하얗고, 등과 머리 부분은 회색이며 주둥이와 지느러미를 포함한 말단은 분홍빛을 띤 붉은 색을 띤다. 물고기의 측면에는 몸의 중앙에서 꼬리지느러미까지 뻗어있는 뚜렷한 흰색 융기선이 있다. 등지느러미와 꼬리지느러미는 신체에서 상당히 뒤에 위치한다. 주둥이 모양은 삼각형의 쐐기형이며, 아메리카주걱철갑상어의 평평한 직사각형 모양과 대조적이다. 주둥이는 좁고 뾰족하며 몸 전체 길이의 1/3에 도달할 수 있다. 눈은 작고 둥글다. 아메리카주걱철갑상어와 달리 치아는 작고 턱은 튀어 나왔다. 꼬리지느러미는 상어의 것처럼 윗부분이 길다. 연골어류로, 몸은 매끄럽고 꼬리가 짧고 꼬리 지느러미가 작은 것을 제외하고는 비늘이 거의 없다. 성체들은 약 25 킬로그램 (55 lb)의 무게로, 일반적으로 7세에서 8세 개체의 전형적인 신체 길이는 2 미터 (6 ft 7 in)이다. 기록에 따르면 몸길이는 7 미터 (23 ft), 최대 500 킬로그램 (1,100 lb)에 달할 수 있다. 수년간 멸종 위기에 처한 상태와 목격 부족으로 인해 종의 최대 크기와 무게에 대한 제한된 연구가 수행된 결과, 일반적으로 나타나는 최대 크기는 300 킬로그램 (660 lb)과 3 미터 (10 ft)이다.

## 분류

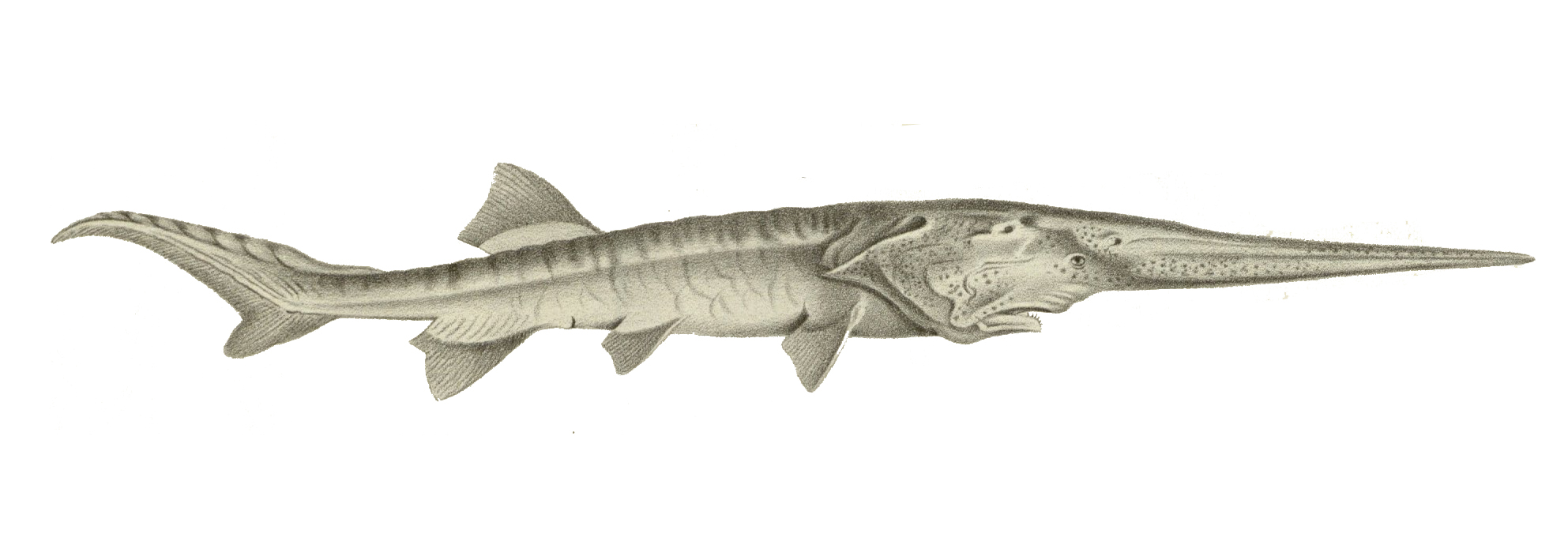
1868년 그려진 중국주걱철갑상어(Psephurus galdius)의 그림

이 종은 1862년 에두아르트 폰 마르텐스에 의해 폴리오돈(아메리카주걱철갑상어)의 한 종으로 명명되었다.

## 같이 보기
- 양쯔강돌고래

## 참고 문헌
1. ↑  Durant, S.; Mitchell, N.; Ipavec, A. & Groom, R. (2015). “Acinonyx jubatus”. 《멸종 위기 종의 IUCN 적색 목록》 (IUCN) 2015: e.T219A50649567. doi:10.2305/IUCN.UK.2015-4.RLTS.T219A50649567.en.
2. 1 2  Yirka, Bob (2020년 1월 8일). “Chinese paddlefish declared extinct”. 《Phys.org》. 2020년 1월 9일에 확인함.
3. ↑  Zhang, Hui; Jarić, Ivan; Roberts, David L.; He, Yongfeng; Du, Hao; Wu, Jinming; Wang, Chengyou; Wei, Qiwei (2020). “Extinction of one of the world's largest freshwater fishes: Lessons for conserving the endangered Yangtze fauna”. 《Science of the Total Environment》 (Elsevier BV) 710: 136242. Bibcode:2020ScTEn.710m6242Z. doi:10.1016/j.scitotenv.2019.136242. ISSN 0048-9697. PMID 31911255. S2CID 210086307.
4. ↑  Cheung, Eric (2020년 1월 7일). “Up to 23 feet long, the Chinese paddlefish was the giant of the Yangtze. And we killed it”. 《CNN》. 2020년 1월 9일에 확인함.
5. ↑  “Chinese paddlefish, one of world's largest fish, declared extinct”. 《Animals》 (영어). 2020년 1월 8일. 2020년 1월 9일에 확인함.
6. ↑  Reuters (2022년 7월 22일). “Chinese Paddlefish and wild Yangtze Sturgeon extinct - IUCN”. 《Reuters》 (영어). 2022년 7월 22일에 확인함.
7. ↑  Gao, Xin; Wang, Jian Wei; Brosse, Sébastien (April 2009). “Threatened fishes of the world: Psephurus gladius (Martens, 1862) (Acipenseriformes: polyodontidae)”. 《Environmental Biology of Fishes》 (영어) 84 (4): 421–422. doi:10.1007/s10641-009-9443-1. ISSN 0378-1909.
8. ↑  “Species Fact Sheets: Psephurus gladius (Martens, 1862)”. Food and Agricultural Organization of the United Nations. 2012년 4월 19일에 원본 문서에서 보존된 문서. 2019년 2월 1일에 확인함.
9. ↑  Über einen neuen Polyodon aus dem Yantsekiang und über die sogenannten Glaspolypen. Monatsberichte der Königlichen Preussischen Akademie der Wissenschaften zu Berlin 1861 (pt. 1) (for 2 May 1861): 476-479.